# Runcinia soeensis
Runcinia soeensis är en spindelart som beskrevs av Schenkel 1944. Runcinia soeensis ingår i släktet Runcinia och familjen krabbspindlar. Inga underarter finns listade i Catalogue of Life.